# SV Beckdorf
Der SV Beckdorf ist ein Sportverein (SV) aus Beckdorf in Niedersachsen.

## Geschichte
Der Verein wurde im Jahr 1924 gegründet. Im Verein werden Badminton, Kinderturnen und, hauptsächlich, Handball angeboten. 2011 hatte der Verein etwa 550 Mitglieder.
Die erste Herren-Mannschaft des SV Beckdorf spielte ab der Saison 2010/11 in der 3. Liga, Staffel Nord; als 14. der Tabelle stieg das Team in der Saison 2014/15 ab. In der Saison 2015/16 gelang dem SV Beckdorf die Meisterschaft ohne Punktverlust in der Oberliga Nordsee sowie der Gewinn des Landespokals und man stieg erneut in die 3. Liga auf. In der Saison 2016/17 stieg Beckdorf wieder in die Oberliga Nordsee ab.